# Big Mud River
Der Big Mud River (engl. für „großer Schlamm-Fluss“) ist ein etwa 120 Kilometer langer rechter Nebenfluss des Nowitna River im US-Bundesstaat Alaska. Der lokale Flussname wurde 1924 vom U.S. Geological Survey (USGS) gemeldet.

## Verlauf
Der Big Mud River verläuft im Alaska Interior. Er entspringt auf einer Höhe von etwa 250 m 72 km südsüdwestlich von Tanana. Er fließt in überwiegend westsüdwestlicher Richtung. Er weist unzählige enge Flussschlingen auf. Der Big Mud River mündet schließlich auf einer Höhe von 73 m in den Nowitna River. 4 km oberhalb der Mündung trifft der Grand Creek von rechts auf den Big Mud River.

## Einzugsgebiet
Der Big Mud River entwässert ein Areal von etwa 1370 km². Dieses liegt fast vollständig innerhalb des Schutzgebietes Nowitna National Wildlife Refuge. Das Einzugsgebiet des Big Mud River grenzt im Norden an das des Little Mud River, im Osten an das des Chitanana River sowie im Süden an das des Titna River.